# Monlycée.net
 (septembre 2023).
Monlycée.net est un espace numérique de travail lancé en 2013 sous le nom de Lilie et destiné aux établissements en Île-de-France.

## Histoire

### Piratage du 16 mars 2023
Le 16 mars 2023, la plateforme est touchée par une « intrusion malveillante ». L'attaque cible la base de données du site, et l'attaquant a accès à des données personnelles. La région Île-de-France porte plainte à la suite du « cyber-incident ».